# Колльмер, Йозеф
Йозеф Колльмер (нем. Josef Kollmer, 26 февраля 1901, Кольнбург, Бавария, Германская империя — 24 января 1948, Краков, ПНР) — оберштурмфюрер СС в концлагере Освенцим.

## Биография
Йозеф Колльмер родился 26 февраля 1901 года в Баварии. По профессии был агрономом. В начале января 1935 года был зачислен в ряды СС (№ 267673), а в мае 1937 года вступил в НСДАП (билет № 4263096). В 1938 году ему был присвоено звание обрштурмфюрера СС. С 25 января 1941 года принадлежал к лагерному гарнизону Освенцима. С мая 1941 по декабрь 1942 года был командиром 4-й охранной роты. С октября 1943 по май 1944 года Колльмер служил в концлагере Дора. Впоследствии вернулся в Освенцим, где сначала был командиром 2-й охранной роты, а с августа по ноябрь 1944 был командиром охранного батальона «Мёртвая голова» в лагере Моновиц. Затем был переведён в 18-ю моторизованную дивизию СС «Хорст Вессель».
После окончания войны Колльмер предстал перед Верховным национальным трибуналом в Кракове и на Первом освенцимском процессе 22 декабря 1947 года был приговорён к смертной казни через повешение. Согласно приговору, Колльмер участвовал в расстрелах в крематории и у «чёрной стенки». В конце января 1948 года приговор был приведён в исполнение.